# Chinde
Chinde é uma vila moçambicana, sede do distrito do mesmo nome, na província da Zambézia.
Chinde está localizada na foz do rio Zambeze, e foi elevada à categoria de vila a 13 de Setembro de 1912.

## Figuras Notáveis
O escritor Castro Soromenho nasceu em Chinde em 1910.